# Фокс, Кей
Кей Фокс (англ. Kaye Fox;  имя при рождении Кеннет Фокс (англ. Kenneth Fox); 1942 — 2016) — американская транс-активистка.
В 1979 году, работая священником, до того, как сделать каминг-аут как трансгендерный человек, Фокс руководила Миссией открытых дверей (англ. Open Door Mission) в его наивысший период роста как в финансовом, так и в организационном отношении. В течение этого времени штат Миссии открытых дверей вырос с одного до 40 сотрудников, годовой бюджет составил 3,5 миллиона долларов. В 2002 году Фокс объявила о том, что она трансгендерная женщина, после чего её сын, Рон Фокс, занял её должность в Миссии. По словам местной ЛГБТ-активистки Энн Тишер, она помогла многим, идентифицирующим трансгендера, стать более духовно более комфортными.
Умерла 27 марта 2016 года в своем доме в Южной Каролине.